# Edmund Leighton
Pour les articles homonymes, voir Blair et Leighton.
Edmund Blair Leighton (né le 21 septembre 1852 à Londres et mort le 1er septembre 1922 dans la même ville) est un peintre anglais.
Son œuvre, scènes de genre inspirées de la Régence anglaise et peintures d'histoire mettant en scène un Moyen Âge onirique et romantique, est marquée par l'influence du préraphaélisme.

## Biographie
Edmund Leighton naît le 21 septembre 1852. Il est le fils de l'artiste Charles Blair Leighton (en), qui meurt alors qu'Edmund n'a que 2 ans. Après avoir fait des études universitaires, il devient étudiant à la Royal Academy, où il expose ses tableaux de 1878 à 1880. Il reçoit d'ailleurs une récompense pour ses œuvres Witness My Act and Seal et A Flaw in the Title. Par la suite ses tableaux sont souvent exposés à la Burlington House.

## Peintures
- Old Times (vers 1877)

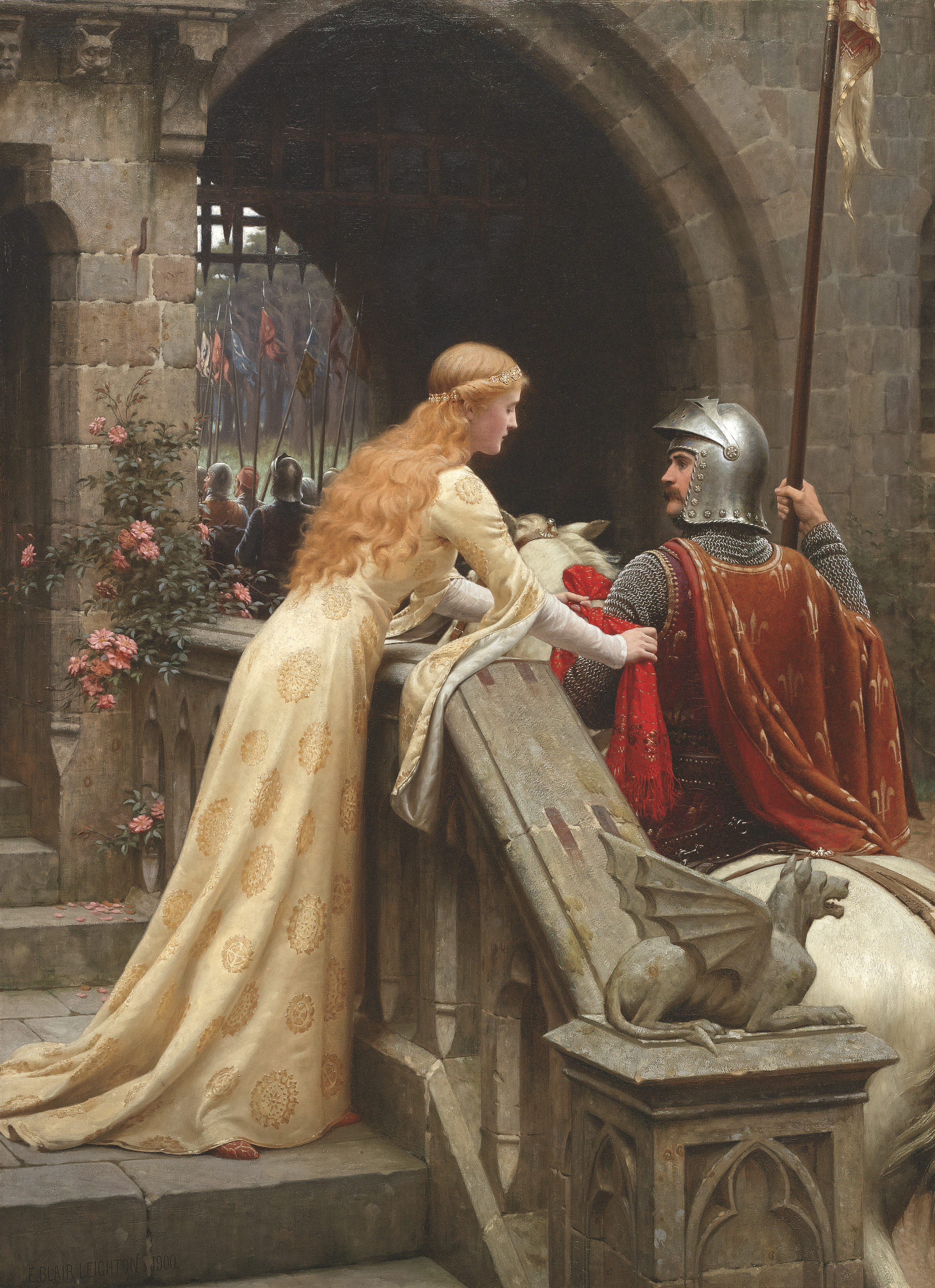
Dieu te protège (1900).

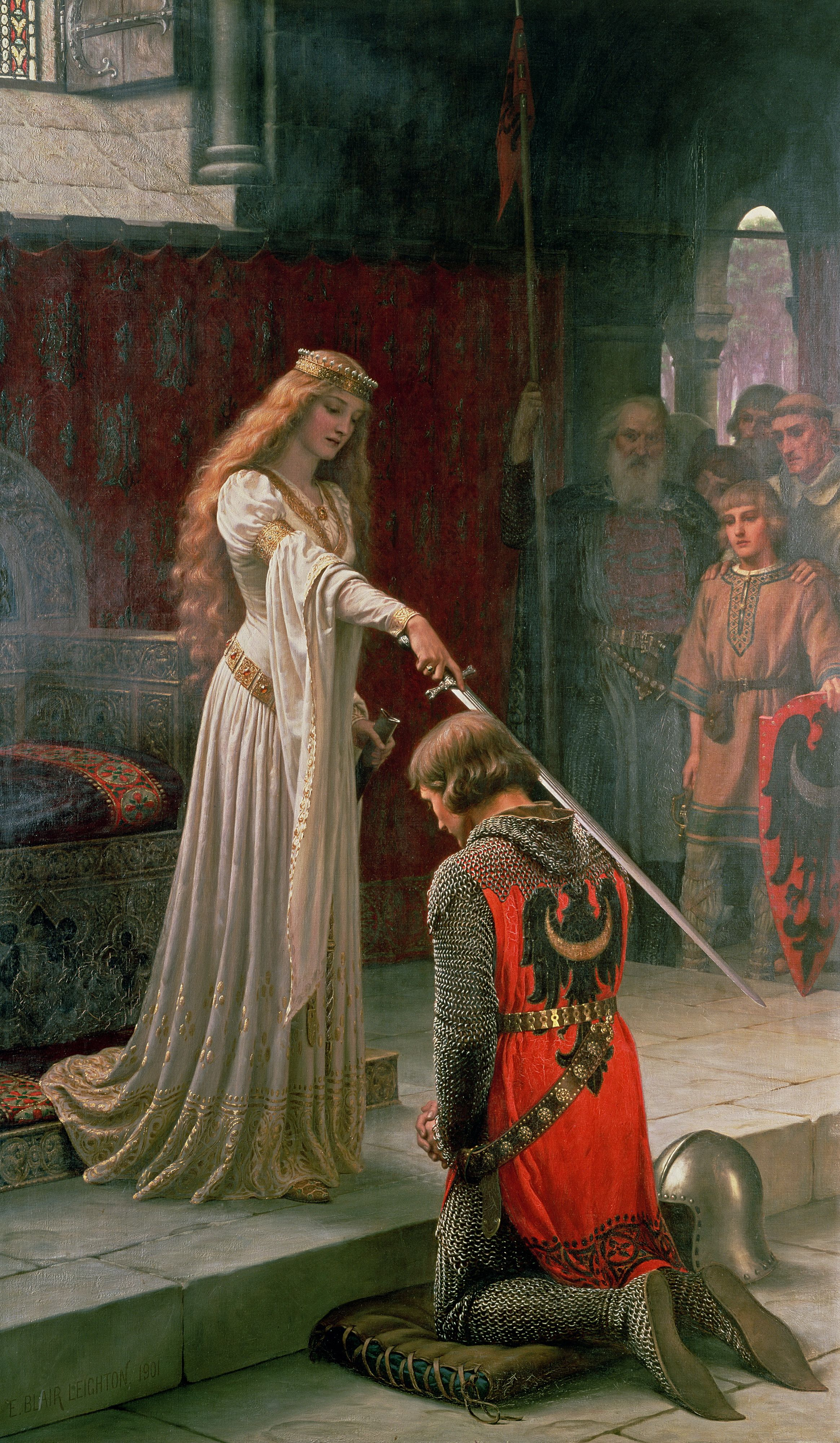
The Accolade (L'Adoubement) (1901).

- Jusqu'à ce que la mort nous sépare (1878)
- The Dying Copernicus (1880)
- Un gage d'amour (1881)
- Abélard et Héloïse (1882)
- Duty (1883)
- La femme du gladiateur (1884)
- Le Confessionnal (1886)
- Call To Arms (1888)
- Entretien clandestin (1888)
- Olivia (1888)
- Comment Lisa aimait le roi (1890)
- Donne-moi ta main et fais moi confiance (1891)
- Lady Godiva (1892)
- Deux cordes à son arc (1893)
- Launched in Life (1894)
- Le voisin d'à côté (1894)
- En attendant la voiture (1895)
- Averse estivale (1896)
- Chant pour le révérend (1896)
- A Stem Chase is a Long Chase (1897)
- In time of peril (À  l'heure du danger) (1897)
- Une faveur (1898)
- Le refus (1899)
- Sur le seuil (1900)
- Jour de marché (1900)
- Dieu te protège (1900)
- L'Adoubement (1901)
- Adieu (1901)
- Lilac (1901)
- Tristan et Iseult (1902)
- Alain Chartier (1903)
- Amoureux (1903)
- Un moment de sérénité (1906)
- The Dedication (1908)
- L'Ombre (1909)
- Les clefs (1909)
- To the Unknown Land (1911)
- The Boyhood of Alfred The Great (1913)
- My Fair Lady (1914)
- A Nibble (1914)
- September (1915)
- Marche nuptiale (1919)
- Douce solitude (1919)
- The Lord of Burleigh, Tennyson (1919)
- After Service (1921)
- Lady in a Garden
- The Charity of St. Elizabeth of Hungary
- The Rose's Day
- Stitching the Standard
- Stiching the Standard 2e version
- The King and the Beggar-maid
- End of the Song
- Knighted
- Le Secret
- The Question
- The Lord of the Manor
- The Windmiller's Guest
- The Heiress
- The Hostage
- Sorrow and Song
- Signing the Register
- Waiting
- Cromwell dissolving the Long Parliament
- Forest Tryst
- The Fond Farewell
- Sweets to the Sweet
- A Medieval Beauty
- A flaw in the title
- Courtship
- Con Amore
- The Request
- The Pink Bonnet
- 1816
- Chaff
- Elaine
- Pelleas and Melisande sur le thème de Pelléas et Mélisande (opéra)
- Faded Laurels
- Rubans et dentelles
- An Appointment
- A little prince likely in time to bless a royal throne
- The Rehearsal

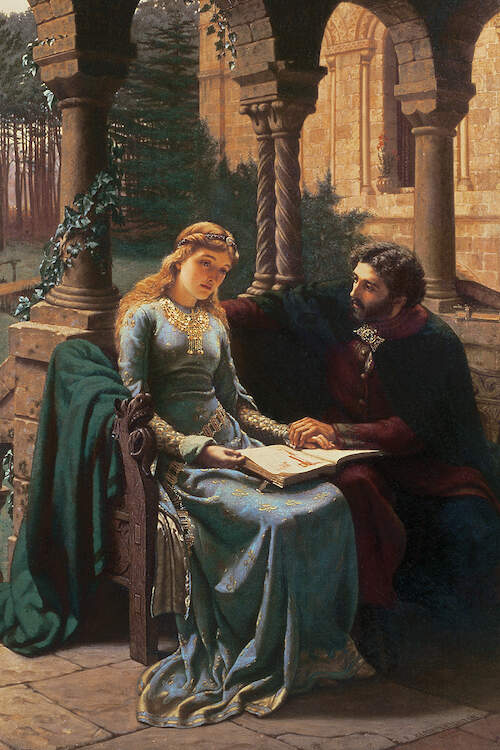
Abélard et son élève Héloïse.
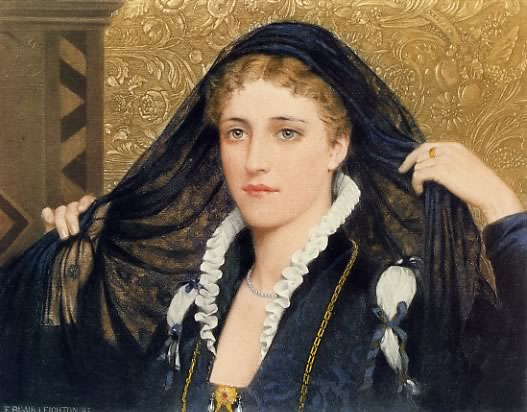
Olivia (de La Nuit des rois).
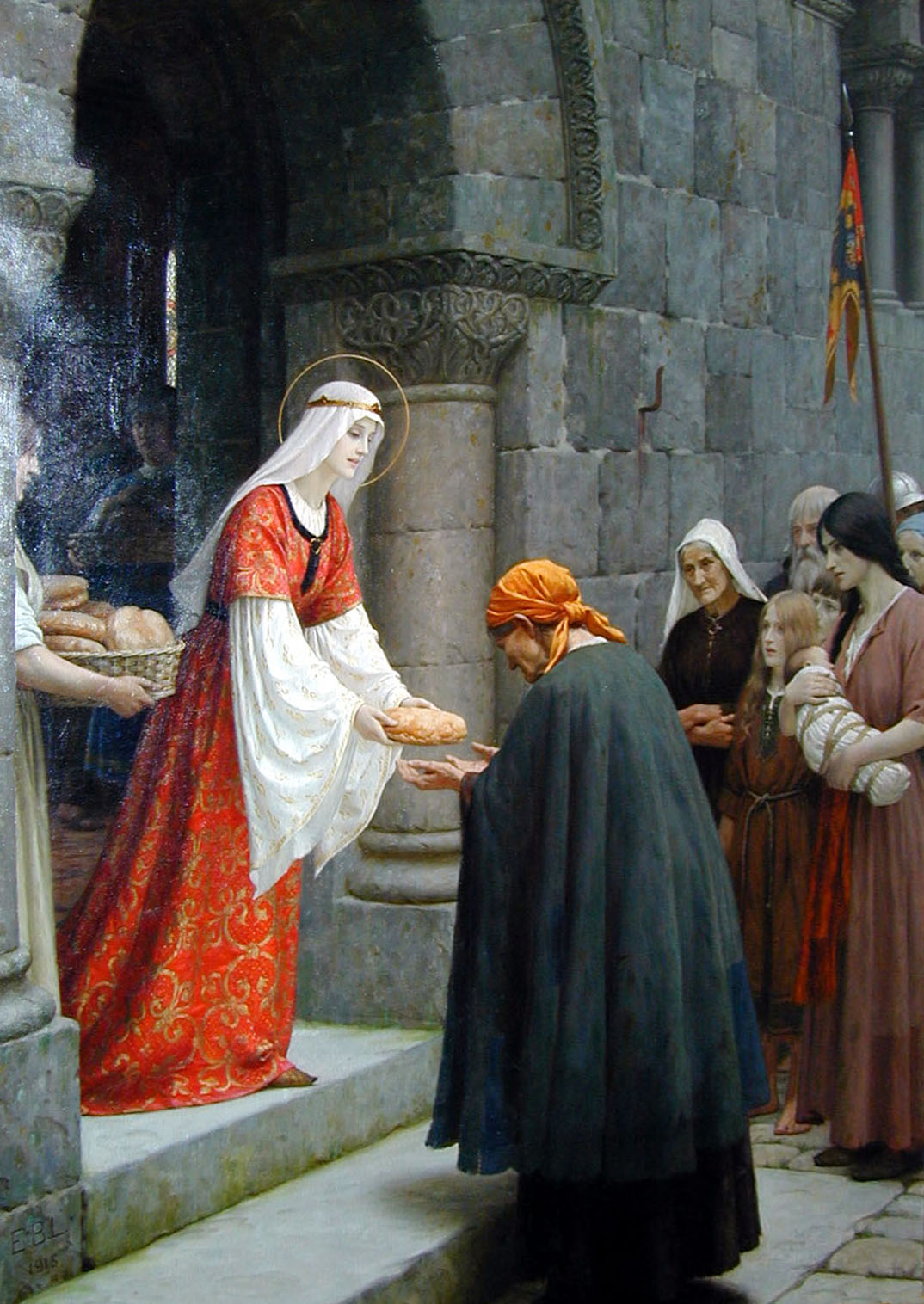
La charité de sainte Élisabeth de Hongrie.
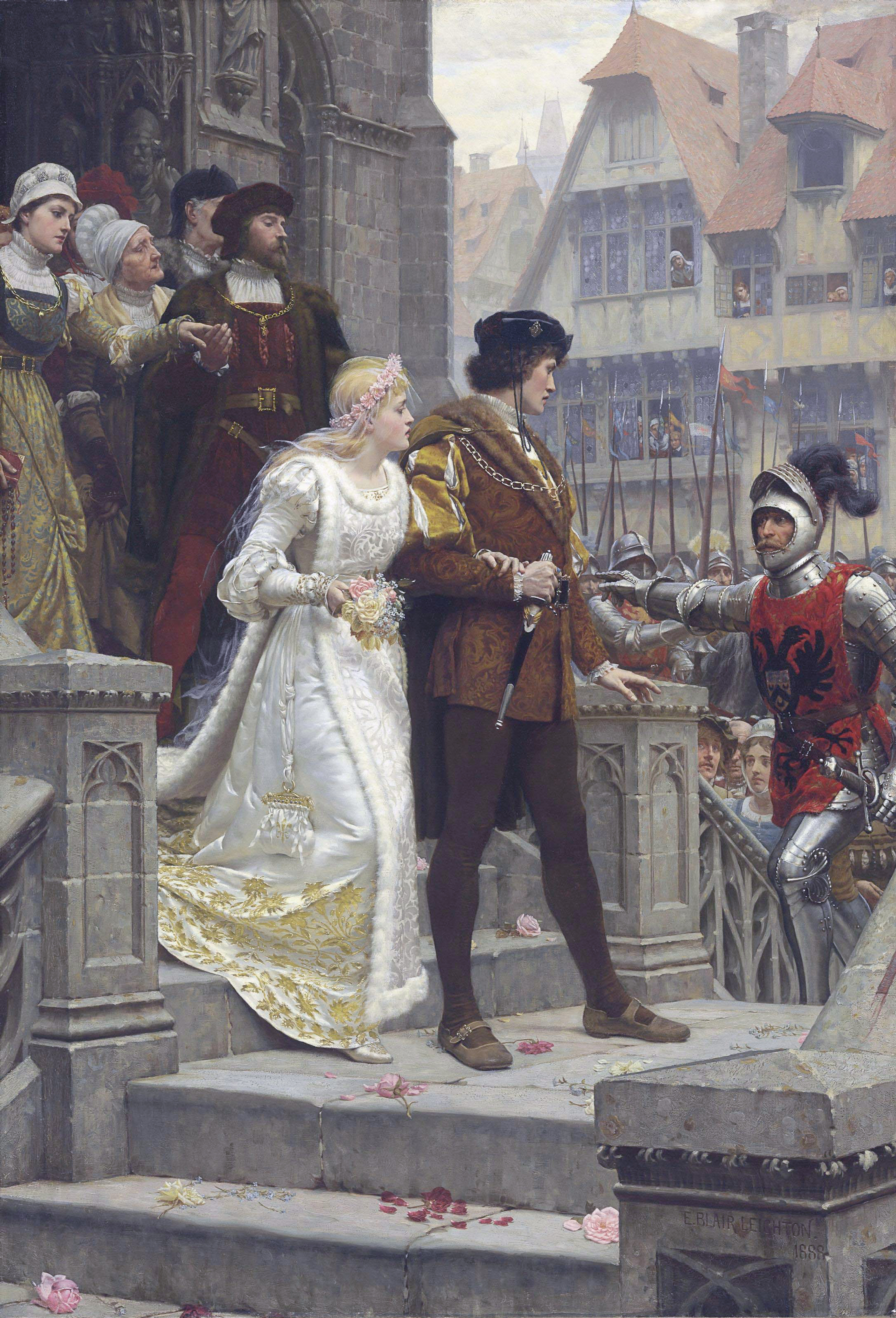
L'appel aux armes.
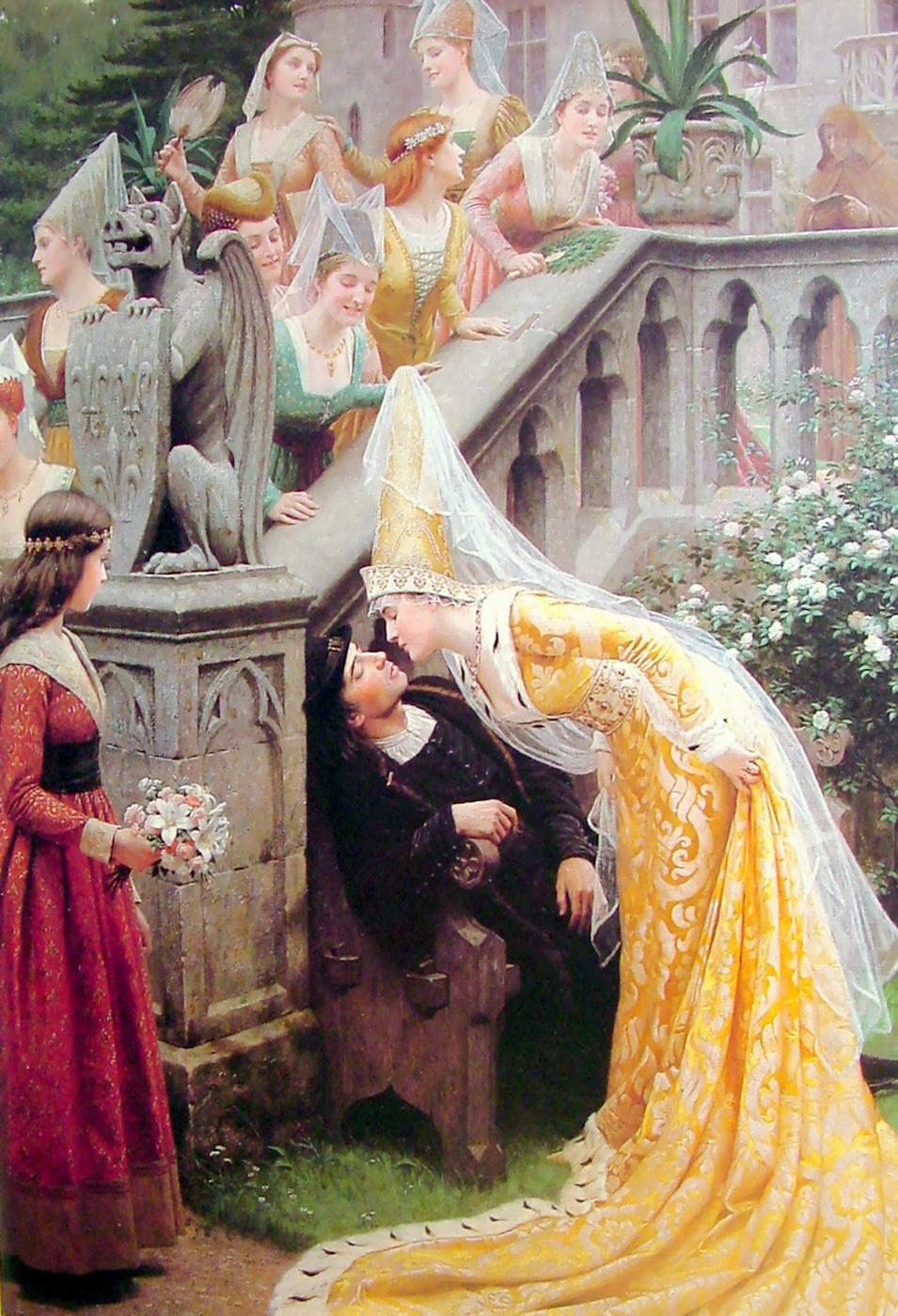
Alain Chartier.
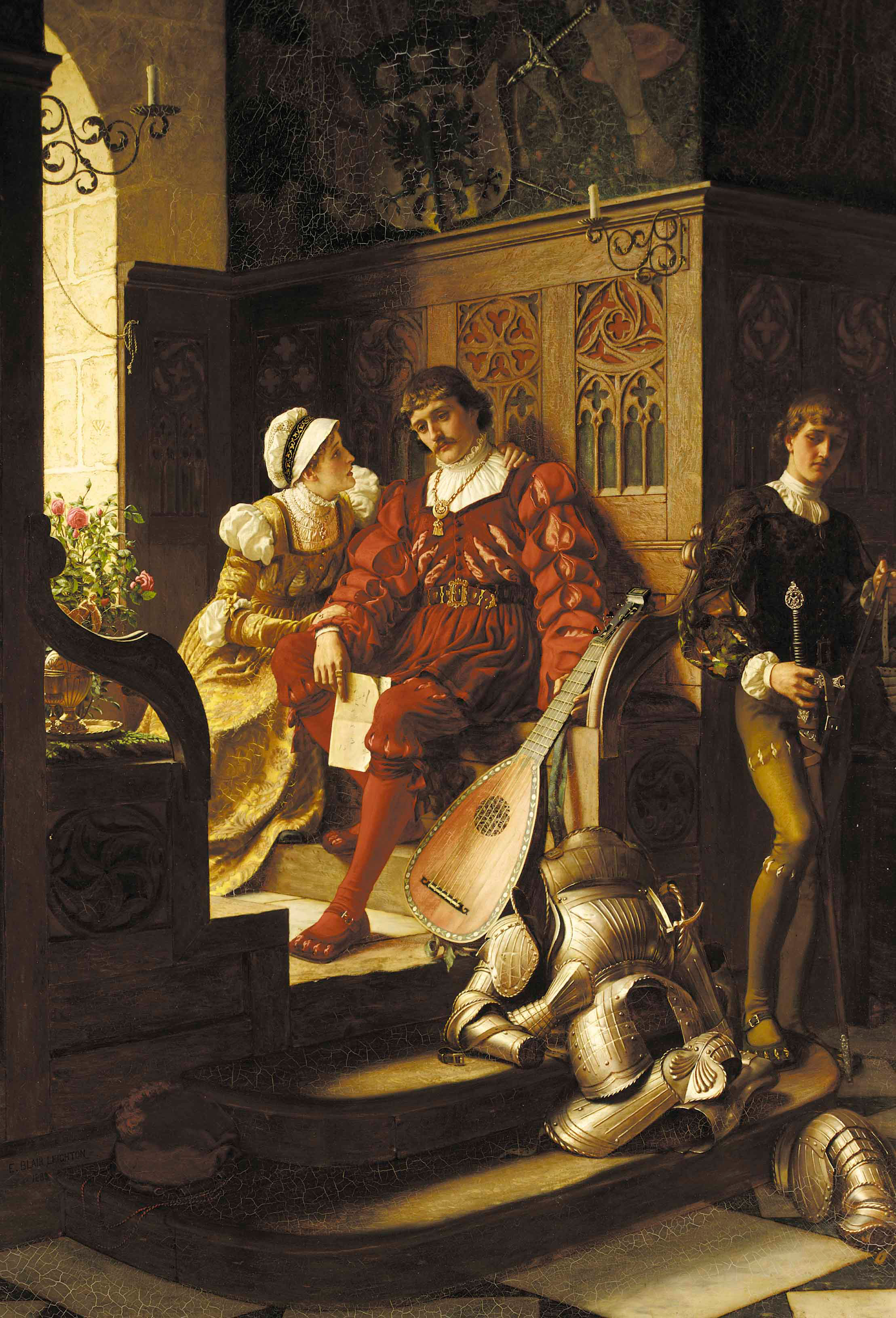
Le Devoir.
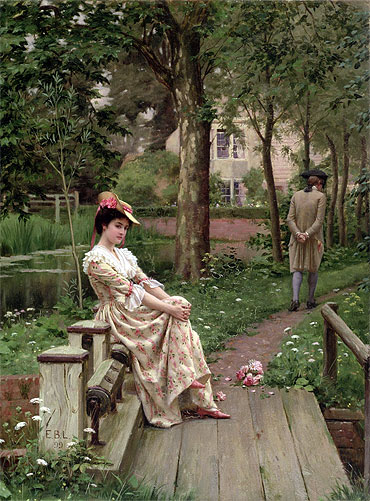
Le refus.
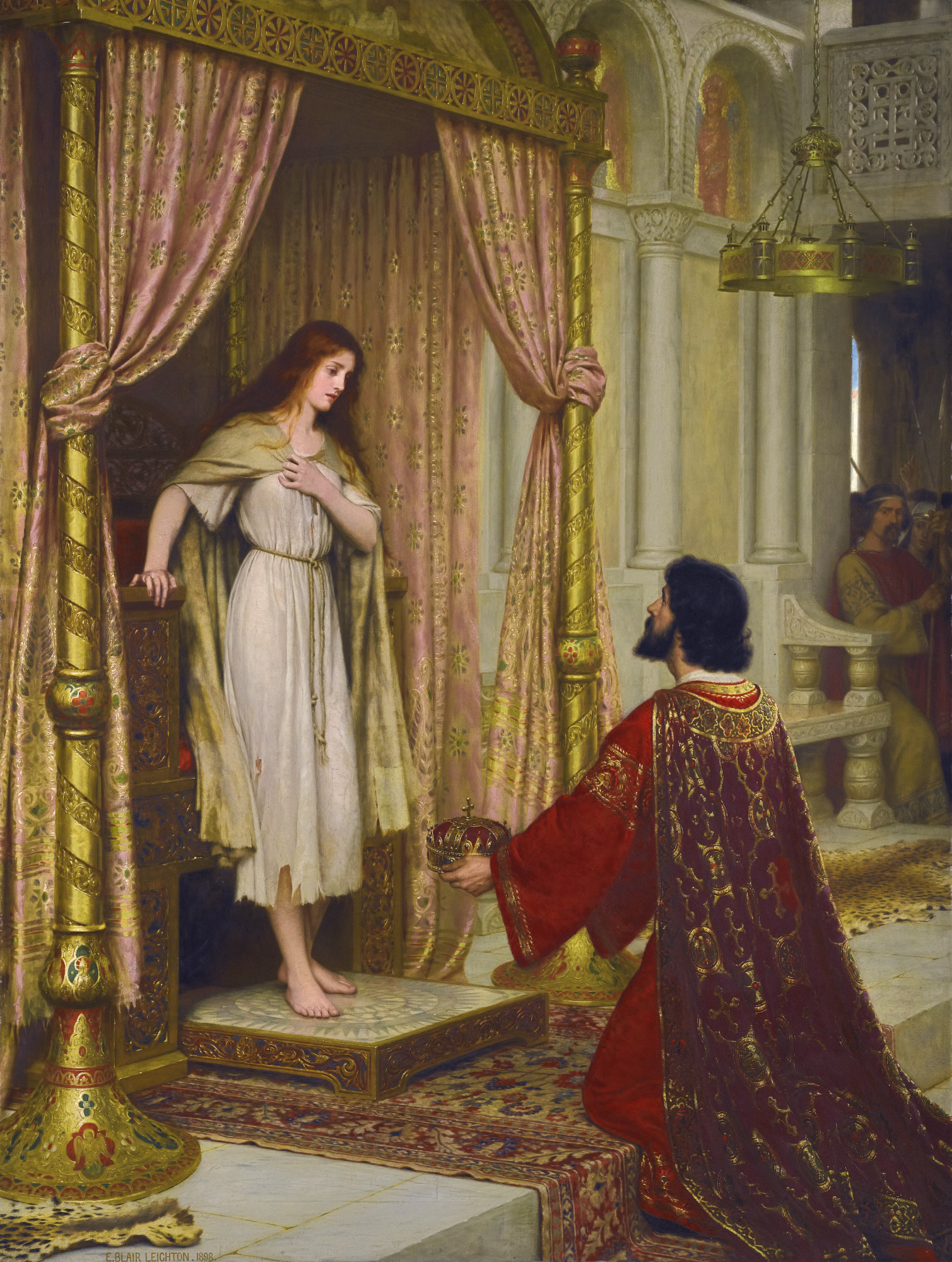
Le Roi et la mendiante.
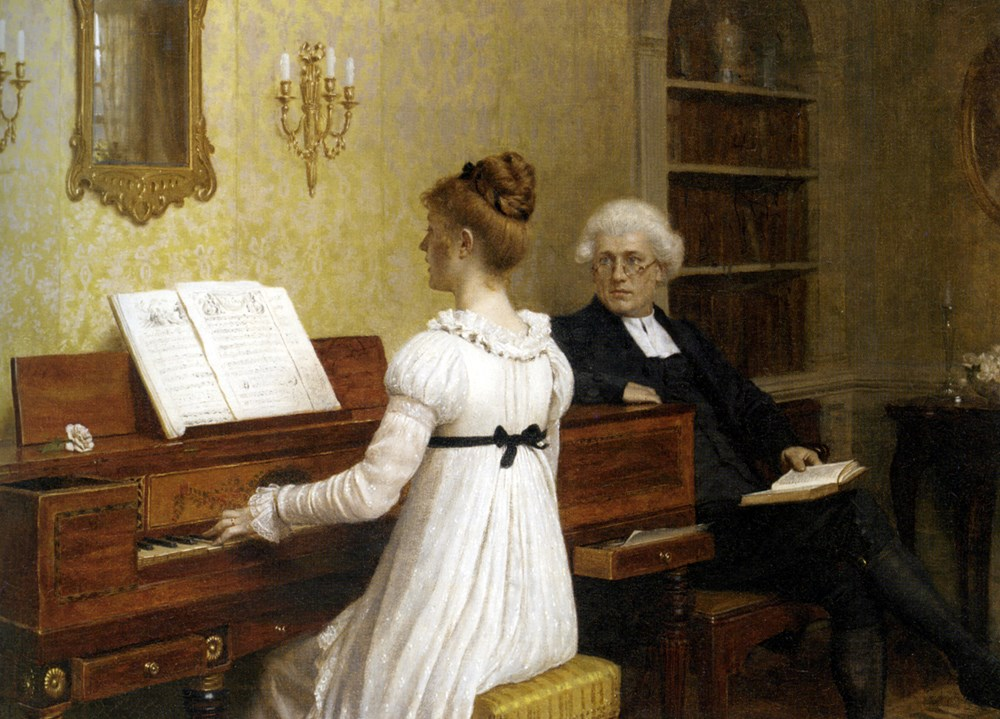
Chant pour le révérend.
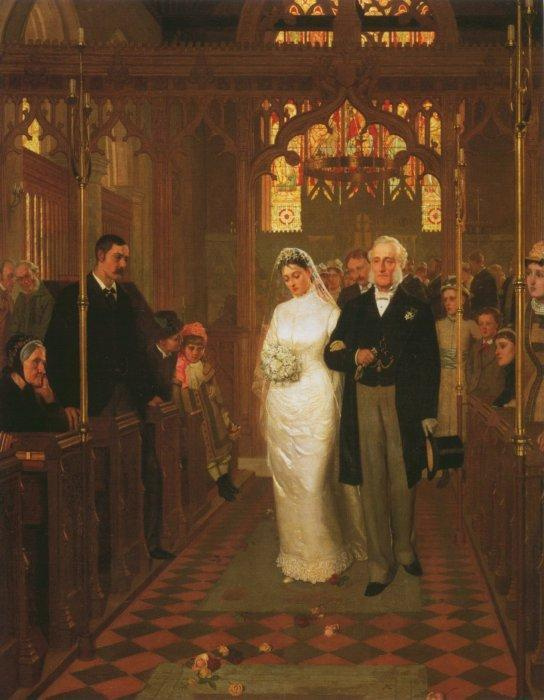
Jusqu'à ce que la mort nous sépare.
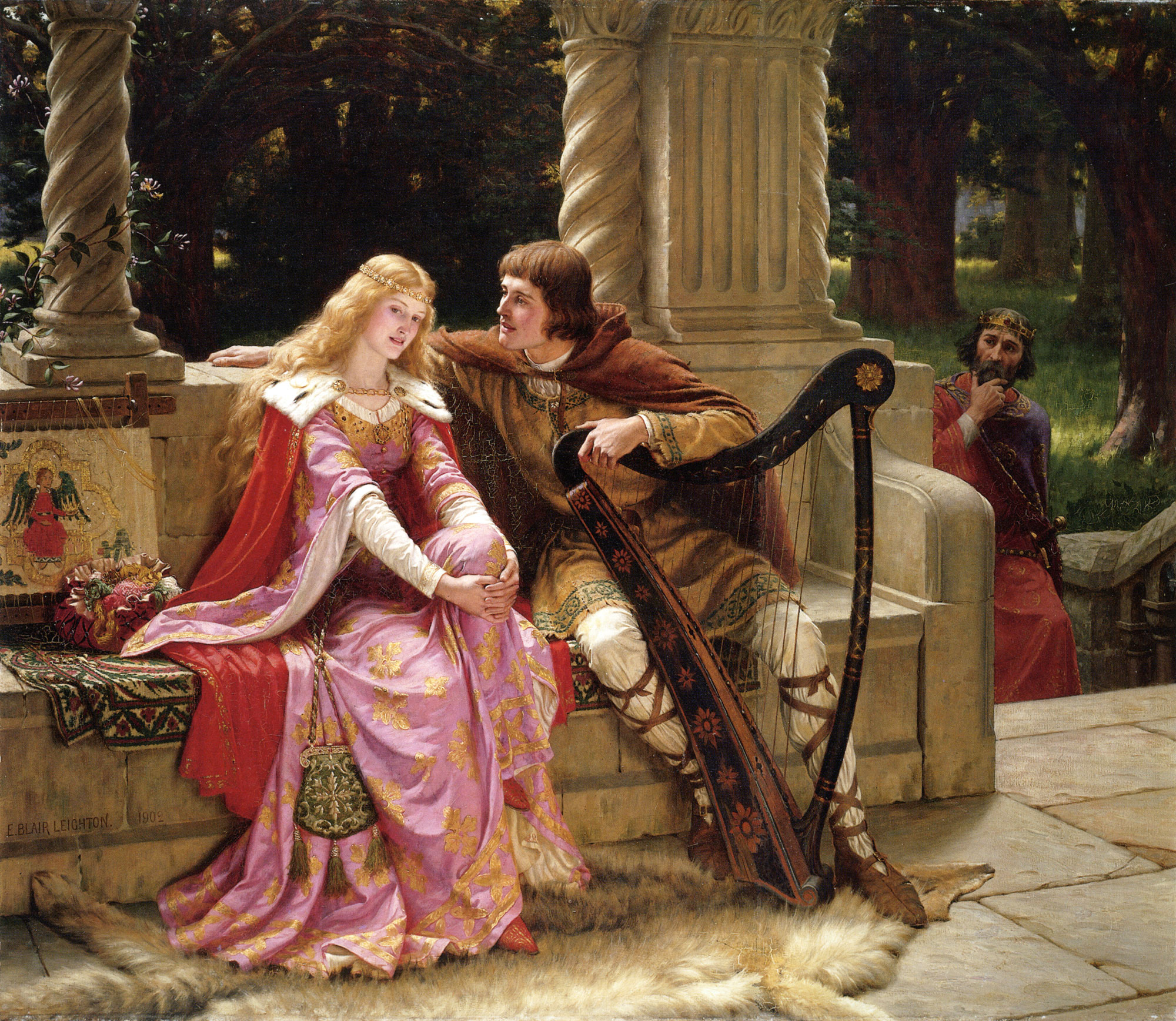
Tristan et Iseult.
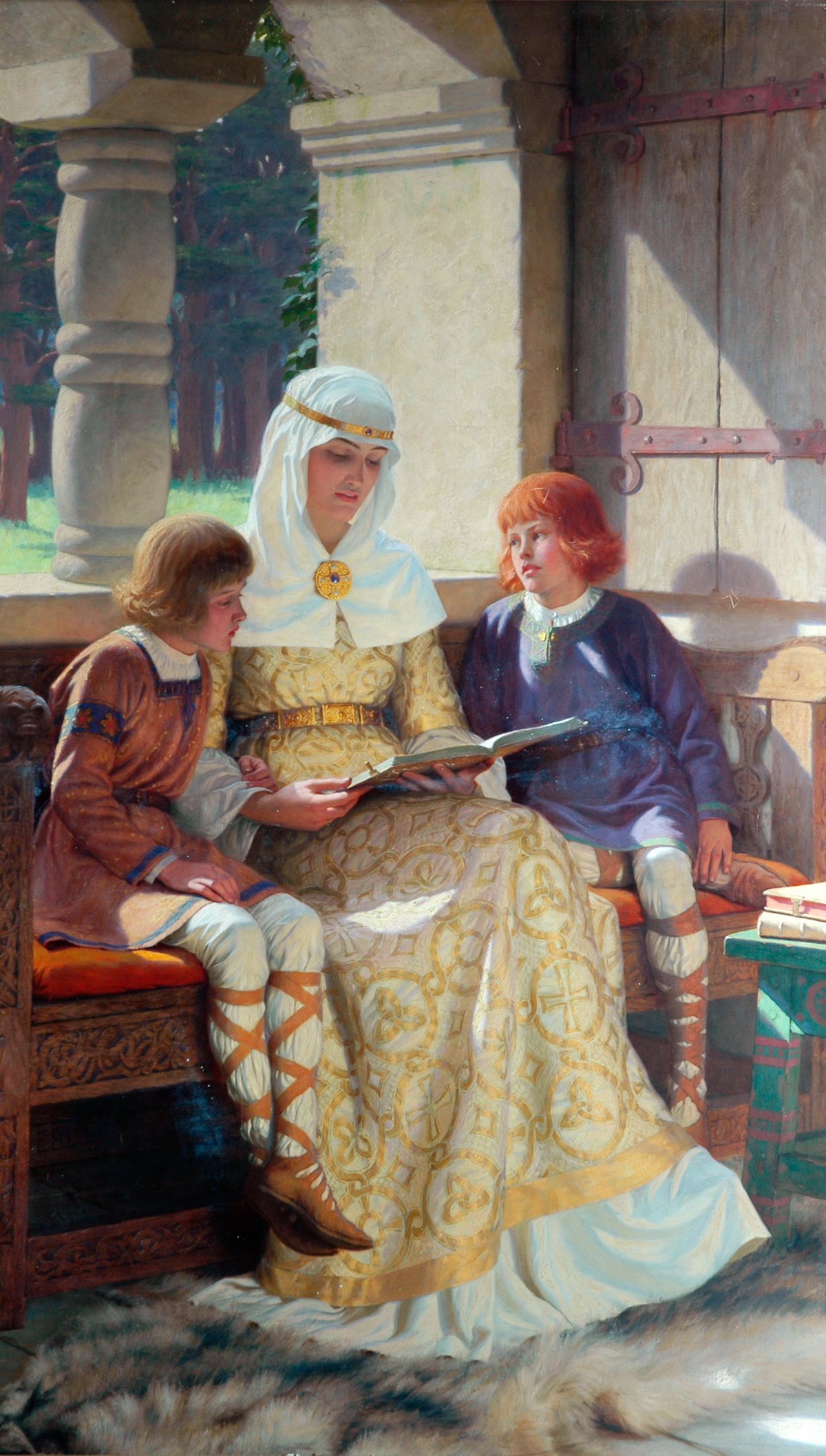
L'enfance d'Alfred le Grand.
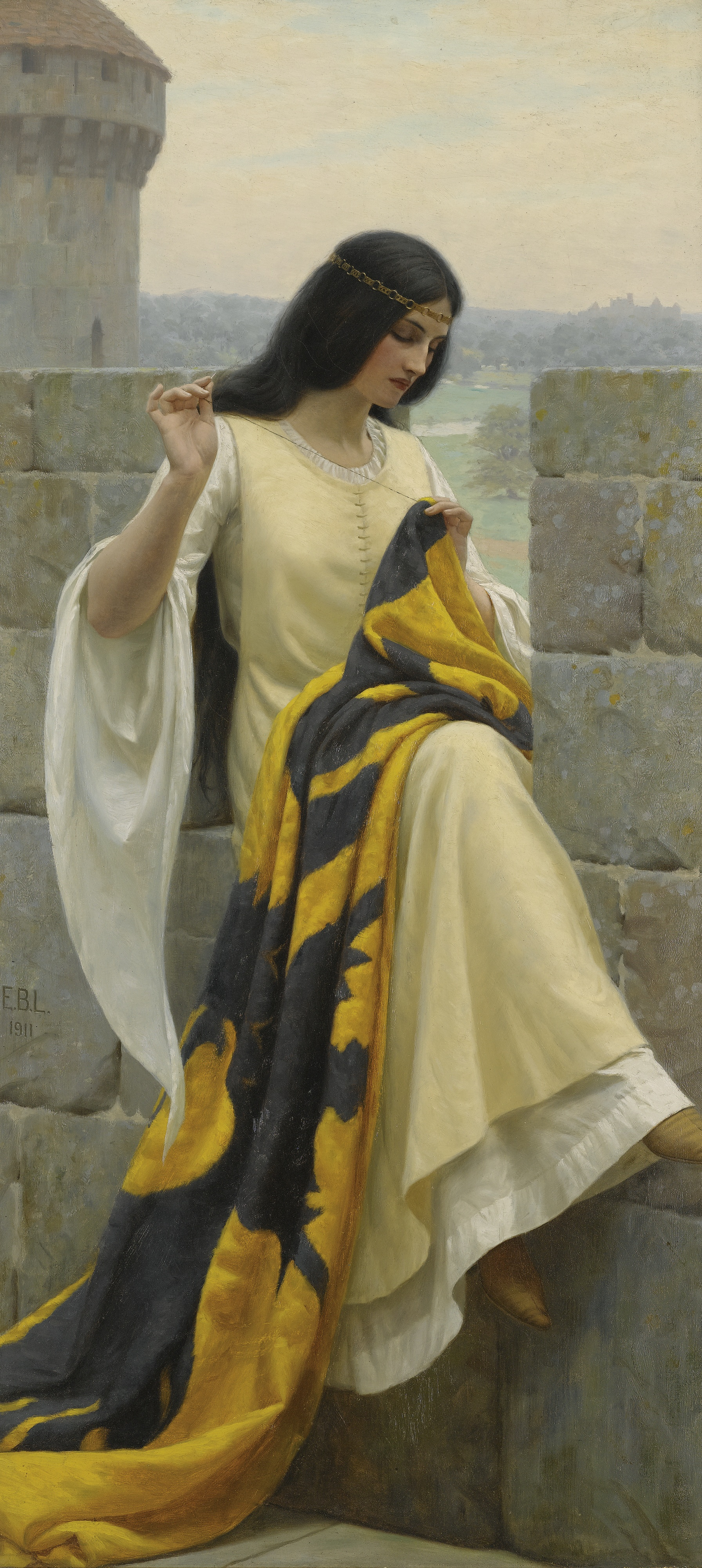
Dame brodant la bannière.